# Pawulle (rejon czaśnicki)
Pawulle (biał. Павулле; ros. Поулье, Паулье; hist. Paule, Paul) – wieś na Białorusi, w rejonie czaśnickim obwodu witebskiego, nad jeziorem Pawulle i rzeką Ułłą, około 10 km na północny zachód od Czaśnik.

## Historia
W I połowie XVI wieku Paule były własnością Radziwiłłów. W 1550 roku Mikołaj Radziwiłł sprzedał je Jakubowi Pijanowskiemu. Córka Jakuba, Anna wyszła za Michała Sokolińskiego, wnosząc mu wieś we wianie. Syn Michała i Anny, Bogdan Sokolnicki sprzedał ją w 1642 roku Eliaszowi Koryźnie za 22 tysiące złotych polskich. Córki Eliasza sprzedały Paule w 1695 roku Kazimierzowi i Zofii z Pijanowskich Sadowskim, po czym w 1718 roku Stanisław i Samuel Sadowscy sprzedali te dobra Stanisławowi i Róży z Sielickich Kijanowskim. Stanisław Kijanowski, łowczy wiłkomirski sprzedał ten majątek w 1722 roku Stanisławowi i Annie Siellawom, skarbnikom smoleńskim za 20 tysięcy tymfów. Od tej chwili Paule należały do kolejnych męskich potomków tej rodziny, aż do 1918 roku. W końcu XVIII wieku miejscowość miała status wsi szlacheckiej i położona była w województwie połockim. Ostatnim właścicielem Paul był Kazimierz Kmitynicz Siellawa. W 1918 roku w Paulach zostali zamordowani dwaj synowie Kazimierza – Antoni i Józef.
Po II rozbiorze Polski w 1793 roku Paule, wcześniej należące do województwa połockiego Rzeczypospolitej, znalazły się na terenie powiatu powiatu lepelskiego guberni witebskiej Imperium Rosyjskiego.
Pod koniec XVIII i w XIX wieku Paule miały status miasteczka. W XIX wieku istniała tu kaplica katolicka. W 1838 roku mieszkało tu 243 osób, w tym 167 chłopów i 74 Żydów. W 1863 roku mieszkało tu 188 osób
Po ustabilizowaniu się granicy polsko-radzieckiej w 1921 roku Paule znalazły się na terenie ZSRR. W 1924 roku zdegradowano je do statusu wsi. Od 1991 roku – na terenie Republiki Białorusi. 

## Dawny dwór
W XVIII wieku istniał tu najprawdopodobniej murowany dwór obronny, po którym do I wojny światowej zostały ślady w postaci ruin i fundamentów. Antoni Siellawa w połowie XIX wieku wybudował tu obszerny, drewniany dwór, wznoszący się na wysokiej podmurówce na planie prostokąta. Jego skrzydła były parterowe, natomiast część centralna była piętrowa. Przed nią usytuowano monumentalny portyk, nad którym nadbudowa zwieńczona trójkątnym szczytem była wsparta na czterech parach kolumn. Dwie środkowe pary były połączone półkolistą arkadą, pod którą umieszczono balkon. Po obu stronach dworu znajdowały się obszerne tarasy. Przed I wojną światową  dobudowano przedłużenie prawego skrzydła, zaburzając symetrię domu (nie zdążono dobudować podobnego przedłużenia po lewej stronie). We wnętrzu było 20 dużych pokoi.
Dwór był zwrócony frontem do jeziora, od którego dzielił go olbrzymi gazon oraz trakt, zwany „napoleońskim”, biegnący równolegle do dworu. Na wprost portyku, po drugiej stronie gazonu stała stylowa, murowana brama wjazdowa.
Za domem rozciągał się trawnik, na którym rósł dąb, którego wiek oceniano na 500 lat. W ogrodzie po lewej stronie znajdowała się lodownia, piętrowy budynek na planie kwadratu otoczony dookoła galeryjkami. Podobny budynek istniał również po prawej stronie, była tam wędzarnia i składzik spożywczy. Po prawej stronie gazonu, za krzewami znajdowała się kuchnia i zabudowania gospodarcze oraz drewniana kaplica (zniszczona po 1914 roku), wokół której urządzono mały rodzinny cmentarzyk. Od kaplicy do rzeki wiodła kasztanowa aleja. Nad rzeką wznosiło się kilkanaście kurhanów kryjących kości żołnierzy napoleońskich (według innych źródeł było to „starożytne cmentarzysko pogańskie”). Sam cesarz miał nocować w starym dworze, znajdującym się nieopodal kaplicy.
Ponadto w pobliżu znajdowały się dwie ogromne, dwupiętrowe stodoły. W majątku istniała hodowla rasowych koni, hodowla karakułów, rasowych krów i psów gończych, ponadto gorzelnia, rektyfikacja spirytusu i młyn wodny.
Rozległy park ciągnął się po lewej stronie gazonu. Przechodził w ogród owocowy. Otaczająca go aleja miała 3 km długości. 
W 1918 roku dwór uległ całkowitej dewastacji. Nieliczne uratowane pamiątki rodzinne (portrety) przepadły w powstaniu warszawskim.
Majątek w Paulach jest opisany w 1. tomie Dziejów rezydencji na dawnych kresach Rzeczypospolitej Romana Aftanazego.